# Ouen
Ouen, Owen oder Dadon (lateinisch Audoenus von germanisch Audwin; * um 609 in Sancy-les-Cheminots bei Soissons; † 24. August 684 in Clichy bei Paris) war Bischof von Rouen; er wurde später vom Volk als Heiliger verehrt. Sein Gedenktag ist der 24. August.
Sofern er in Orts- und Kirchennamen der Normandie auftritt, wird der Name Saint-Ouen in aller Regel [sɛ̃twɑ̃] ausgesprochen. Außerhalb der Normandie ist seine Aussprache in manchen Orten ebenfalls [sɛ̃twɑ̃], in anderen [sɛ̃twɛ̃].

## Familie
Sein Vater war Autharius, ein hoher Funktionär am Königshof, und seine Mutter war Aige, Erbin großer Besitzungen bei Jouarre. Berühmt waren auch seine Brüder: Rado, der austrasische Hausmeier in den Jahren nach 613, und der heilige Adon von Jouarre.

## Leben

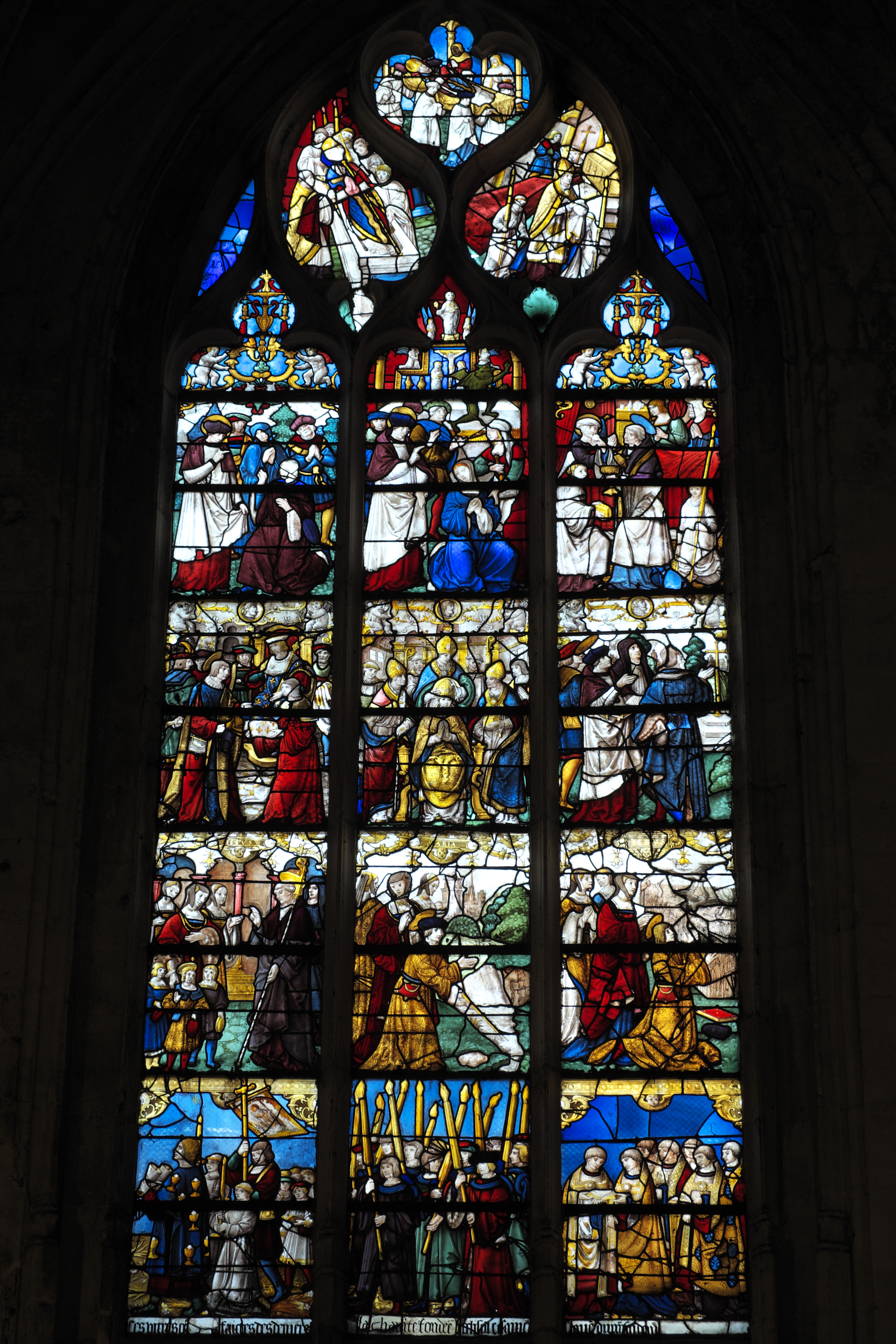
Legende des hl. Audoenus

Eine Begegnung mit Columban von Luxeuil prägte den jungen Ouen, der von seinen Eltern an den Hof des Merowingerkönigs Chlothar II. gesandt wurde, um seine Ausbildung zu vervollständigen und sich auf die Übernahme eines Hofamtes vorzubereiten. Dagobert I., ab 629 König der Franken, vertraute ihm das Staatssiegel an. Ouen war eng befreundet mit dem heiligen Eligius von Noyon (Saint Eloi, † 659), dessen Vita er schrieb.
Erst im Alter von 30 Jahren wurde er Mönch, aber bereits ein Jahr später (640) zum Bischof von Rouen ernannt. Er war maßgeblich an der Gründung der Abteien Fontenelles (später zu Abtei Saint-Wandrille umbenannt) und Jumièges beteiligt und unternahm im hohen Alter eine Wallfahrt nach Rom.

## Verehrung
Sein Sterbeort trägt heute den Namen Saint-Ouen. Sein Leichnam wurde nach Rouen gebracht; dort wurde er in der Kirche St-Pierre bestattet, die später in St-Ouen umbenannt wurde.
In der Normandie wurden ihm zahlreiche Kirchen gewidmet. Über 50 Ortschaften im Norden Frankreichs tragen seinen Namen.
Der hl. Ouen wird als Helfer gegen die Taubheit und den Donner angerufen.